# نغمه نوروزی (آلبوم)
نغمه نوروزی نام یک آلبوم موسیقی در سبک سنتی ایرانی باصدای علی رستمیان و اجرای گروه موسیقی قمر به سرپرستی نوید دهقان می‌باشد که به یاد روح اله خالقی در سال ۱۳۹۲ توسط انتشارات چهارباغ به بازار آمده است. جلیل شهناز، یکی از سرشناس‌ترین نوازندگان تار در ایران در این اثر حضور دارد.

## شرح اثر

### هنرمندان
- آهنگ ساز: روح‌الله خالقی، اکبر محسنی
- تنظیم کننده: نوید دهقان، محمدرضا رستمیان
- اشعار از: کرامت سعیدی، باباطاهر، فخرالدین عراقی، غلامعلی رعدی آذرخشی، رهی معیری، حافظ شیرازی، حسین گل‌گلاب، اسماعیل فرزانه
- آواز: علی رستمیان
- اجرای گروه قمر به سرپرستی نوید دهقان:

1. جلیل شهناز
2. محمدرضا رستمیان
3. نوید دهقان
4. علیرضا گران‌فر
5. بهاءالدین توکلی اصل
6. شاهین صفایی
7. نسیم اربابی
8. آوا رستمیان
9. اشکان الماسی
10. سهیل سان‌احمدی
11. پدرام بلورچی
12. فریار دیبا

### فهرست آهنگ‌ها
1. تصنیف نغمه نوروزی (شعر کرامت سعیدی، اثر روح‌الله خالقی، تنظیم نوید دهقان)
2. چهارمضراب شور (تار نوازی جلیل شهناز و تنبک فریار دیبا)
3. ساز و آواز مثنوی شور عشق (شعر عراقی، با همراهی جلیل شهناز)
4. تصنیف بوی گل (درمایهٔ بیات ترک، شعر رهی معیری، اثر روح‌الله خالقی)
5. تصنیف عاشق‌ترین (شعر اسماعیل فرزانه، اثر اکبر محسنی، در دستگاه سه گاه)
6. تصنیف آرزو (شعر اسماعیل فرزانه، اثر روح‌الله خالقی، در دستگاه سه گاه)
7. تصنیف هجران (شعر رعدی آذرخشی و باباطاهر، درمایهٔ افشاری، اثر روح‌الله خالقی)
8. درآمد افشاری
9. چهارمضراب (سنتور محمدرضا رستمیان)
10. ساز و آواز تیر دعا (شعر حافظ شیرازی، با همراهی محمدرضا رستمیان)
11. تصنیف ای ایران (شعر حسین گل گلاب، در مایهٔ دشتی، اثر روح‌الله خالقی، تنظیم محمدرضا رستمیان)